# كأس العراق 1993–94
فاز بهذه النسخة من بطولة لكأس العراق نادي الزوراء بعد فوزه في المباراة النهائية على نادي الطلبة بنتيجة (1-0).